# Wifredo Lam
Wifredo Óscar de La Concepción Lam y Castilla (Sagua la Grande, Cuba, 2 de Dezembro de 1902 – Paris, 11 de Setembro de 1982), foi um pintor cubano, com trabalhos em escultura e cerâmica.

## Biografia
Wifredo Lam nasceu em Cuba, filho de um escrivão chinês (com 84 anos), e de Ana Serafina Castilla, mulher negra de família multirracial. A sua infância será marcada pela sua madrinha, Mantonica Wilson, ligada ao vodu e ao folclore das Caraíbas.
Vai para Havana para estudar Direito mas, ao mesmo tempo, estuda arte na Academia de Santo Alexandre. Os estudos iniciais em arte, são de vertente clássica.
Durante os primeiros anos da década de 20, Lam expõe no Salão da Associação de Pintores e Escultores, de Havana. Em 1923, parte para Espanha, em busca de horizontes artísticos mais alargados, e estuda no atelier de Alvarez de Sottomayor, pintor académico (mestre de Dali), e Director do Museu do Prado, em Madrid. Nesta cidade, Lam toma contacto com as obras de El Bosco, Brueghel e Goya.
Casa-se, em 1929, com a sua primeira mulher, Eva Piriz, de quem tem um filho. No entanto, em 1931, ambos morrerão de tuberculose.
Durante a Guerra Civil Espanhola, Lam toma partido da causa republicana, trabalhando numa fábrica de armamento.
Em 1938, parte para Paris, onde conhece Picasso e, no ano seguinte, expõe na galeria de Pierre Loeb.
Com o início da 2ª Guerra Mundial, e a invasão alemã de Paris, Lam será obrigado a deixar esta cidade, por causa das suas convicções anti-fascistas e da sua origem cubana, refugiando-se em Marselha. Aqui, toma contacto com a vanguarda francesa, em especial com André Breton e o surrealismo. Este, impressionado com as pinturas de Lam, pede-lhe que ilustre o seu poema Fata Morgana.
De Marselha, Lam parte para Martinica, juntamente com outros artistas. Chega a Cuba em 1941. O seu regresso é marcado pela constatação das difíceis condições em que os seus conterrâneos se encontravam. É neste ambiente que Lam pinta uma das suas mais importantes obras, A Selva (1943), exposta mo Museu de Arte Moderna (MoMA), em Nova Iorque.
Os anos 40 serão de constantes viagens entre Cuba, Paris e Nova Iorque, onde expõe, por diversas vezes, na galeria Pierre Matisse. Em 1944, casa-se com Helena Holzer, separando-se, mais tarde, em 1950.
Em 1952, Lam vai viver para Nova Iorque.
Casa-se pela terceira vez, com Lou Laurin, em 1960. Em 1964, Lam, instala-se em Albisola Mare, próximo de Génova, na Itália, e aí conhece Asger Jorn, fundador do grupo COBRA, que o inicia na arte da cerâmica. Neste mesmo ano, Lam recebe o prémio Guggenheim International Award.
Wilfredo Lam morre em Paris, a 11 de Setembro de 1982.
Fonte: Barça (editado um pouco]